# Cotylogasteroides barrowi
Cotylogasteroides barrowi är en plattmaskart som beskrevs av Huehner och Etges 1972. Cotylogasteroides barrowi ingår i släktet Cotylogasteroides och familjen Aspidogastridae. Inga underarter finns listade i Catalogue of Life.